# Пуциська
Пуциська (Пупіска, пол. Puciska) — село в Польщі, у гміні Гайнівка Гайнівського повіту Підляського воєводства. Населення — 69 осіб (2011).

## Історія
Вперше згадується 1609 року.
У 1975—1998 роках село належало до Білостоцького воєводства.

## Демографія
Демографічна структура станом на 31 березня 2011 року:
|          | Загалом | Допрацездатний вік | Працездатний вік | Постпрацездатний вік |
| -------- | ------- | ------------------ | ---------------- | -------------------- |
| Чоловіки | 31      | 6                  | 15               | 10                   |
| Жінки    | 38      | 3                  | 18               | 17                   |
| Разом    | 69      | 9                  | 33               | 27                   |